# ナサニエル・ウォーリッチ

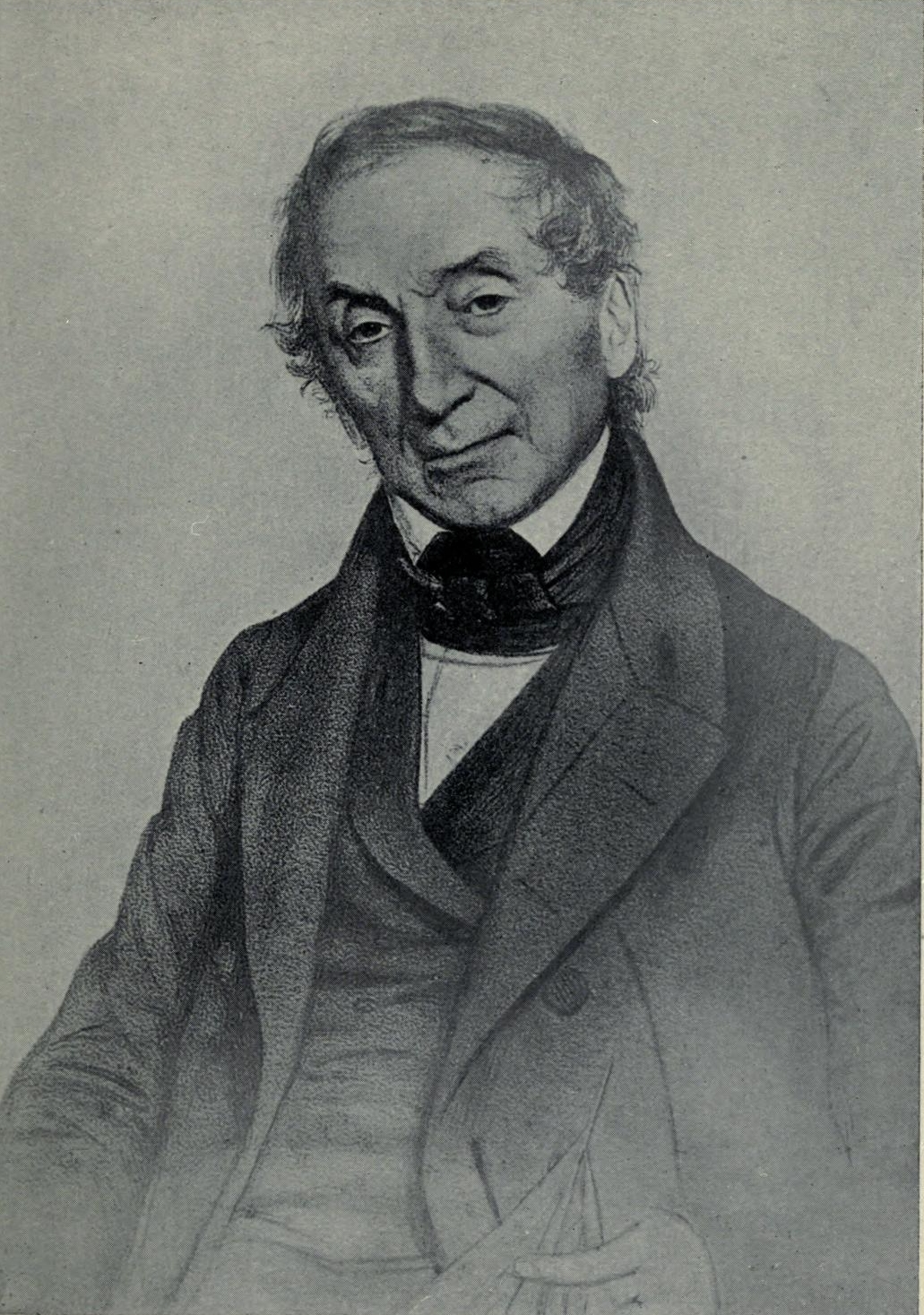
ナサニエル・ウォーリッチ（T. H. Maguireのリソグラフ）

ナサニエル・ウォーリッチ（姓はウォリッチとも、 英語: Nathaniel Wallich）、またはナタナエル・ヴァリック（デンマーク語: Nathanael Wallich、1786年1月28日 - 1854年4月28日）は、デンマーク生まれで、イギリス東インド会社にためにインドで働いた外科医、植物学者である。多くの植物をヨーロッパにもたらした。

## 生涯
1786年1月28日、コペンハーゲンで、ナータン・ベン・ウルフ（Nathan ben Wulff）として生まれた。。父親はドイツ出身のセファルディ系ユダヤ人実業家ウルフ・ベン・ウォーリッチ/ヴァリック（Wulff ben Wallich ）である。
デンマーク王立外科アカデミーに入学したが、植物学の業績も持つ各分野のエリック・ヴィボー, マルティン・ヴァール, マルティン・ヴァール、ハインリック・クリスチャン・フリードリッヒ・シューマッハー、イェンス・ヴィルケン・ホルネマンらの教授に薫陶を受けている。
を1806年に卒業後、インドのベンガルのセランポール（Serampore）のデンマーク人入植地の医師に任命。1807年4月にインドに向けて出発、11月にセランポールに赴任。ナポレオン戦争による国際情勢はデンマークの植民地をイギリスが占領することになり、セランポールのデンマーク植民地フレデリクスナゴール（Frederiksnagore）も、占拠され、ウォーリッチは捕虜となった。1809年に学識が認められて仮釈放された。
1813年までにインドの植物や植生に強い関心を持ち、ネパール、西ヒンドスタン、ビルマの探検を行った。1814年からイギリス東インド会社の軍医助手となった。1814年2月にアジア協会の理事会に博物館の設立を提案する手紙を書き、自らのコレクションを協会に寄付し、協会のために働くことを申し出た。協会は申し出を受け入れ、博物館を設立しウォーリッチを名誉学芸員に任命し、その後、アジア協会の東洋博物館の監督官になった。博物館はウォーリッチの指導や、収集家たちの協力で充実したものになった。協力した収集家の多くはヨーロッパ人であったが、インド人のBabu Ramkamal Senもいて、Ramkamal Senは後にアジア協会のインド人事務局長となった。ウォーリッチは博物館に多くの植物標本を寄付した。コルカタの東インド会社の植物園の監督にも任命され、1817年から1846年に引退するまで、植物園の常任職員として、植物園で働いた。1837年から1838年の間はカルカッタ医学学校の植物学の教授も勤めた。
20,000種を超える「ウォーリッチ・カタログ」と呼ばれる目録を作成した。自ら収集したものや、同時代のロクスバーやゴメス、グリフィス、ワイトといった収集家が集めた標本が記載された。ウォーリッチの個人コレクションはキュー植物園に、ウォーリッチ・コレクションとして保管されている。ジョゼフ・バンクスに送った標本もまたキュー植物園に保存されている。多くの標本の収集のほかに、コルカタでヒマラヤなどに向かう多くのプラント・ハンターを支援したことも植物学への貢献として評価されている。
著書に "Tentamen Floræ Nepalensis Illustratæ" (vols I-II, 1824–26) 、"Plantæ Asiaticæ Rariores" (vols I-III, 1830–32)がある。Plantae Asiaticae rarioresは、カルカッタ植物園が雇った画家を使った図版がつけられた。Gorachand、Vishnupersaudが大部分の図版を描き、Rungiah や John Clark 、William Griffithらもいくつかの図版を描いた。250冊が製作され、40冊は東インド会社が購入した。
引退後はロンドンで暮らし、ロンドンで没した。1818年王立協会フェロー選出。
ツバキ科の種Schima wallichii（和名:ヒメツバキ）などに献名されている。

## "Plantae Asiaticae Rariores"の図版

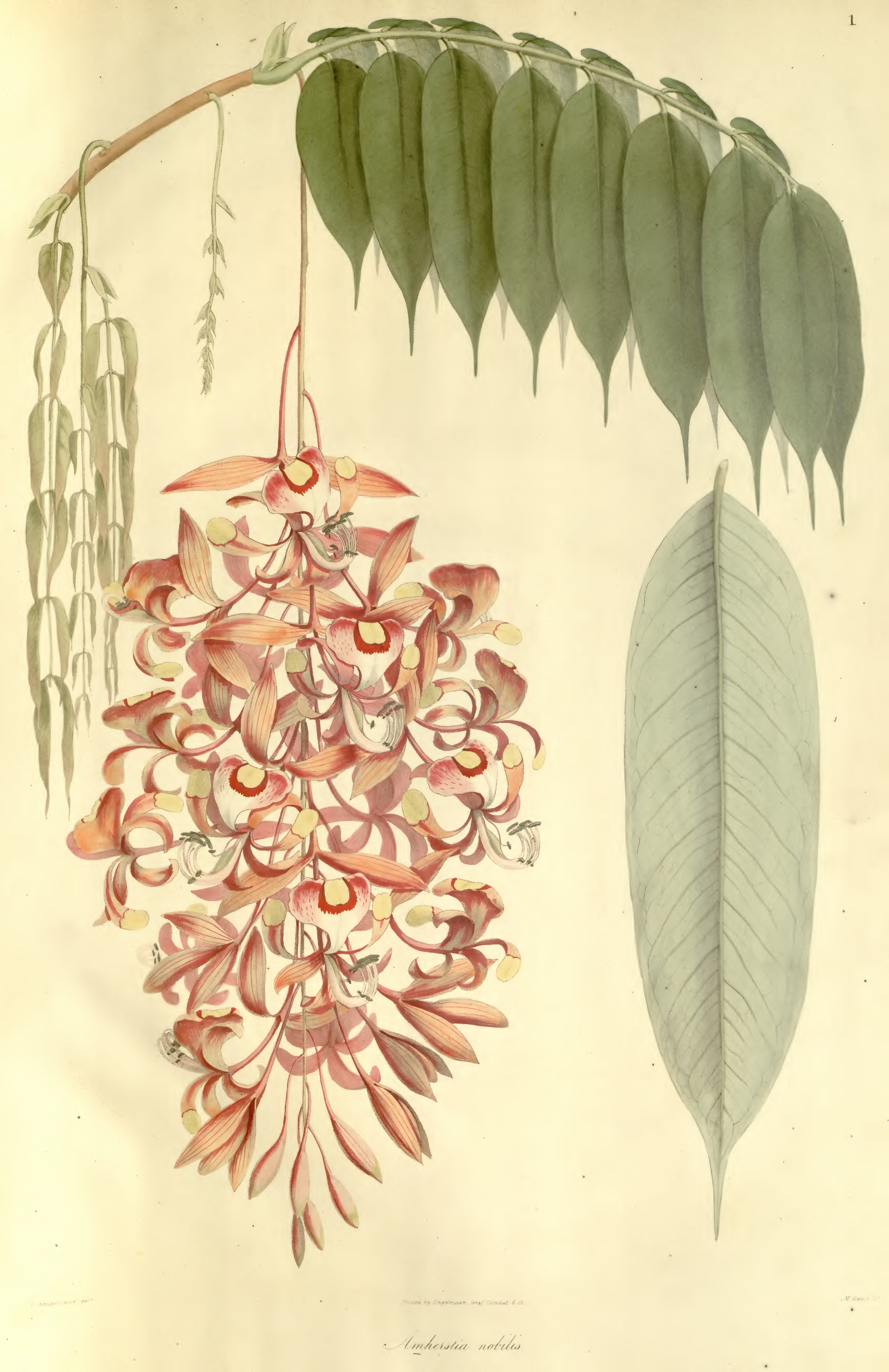
ヨウラクボク（Amherstia nobilis）
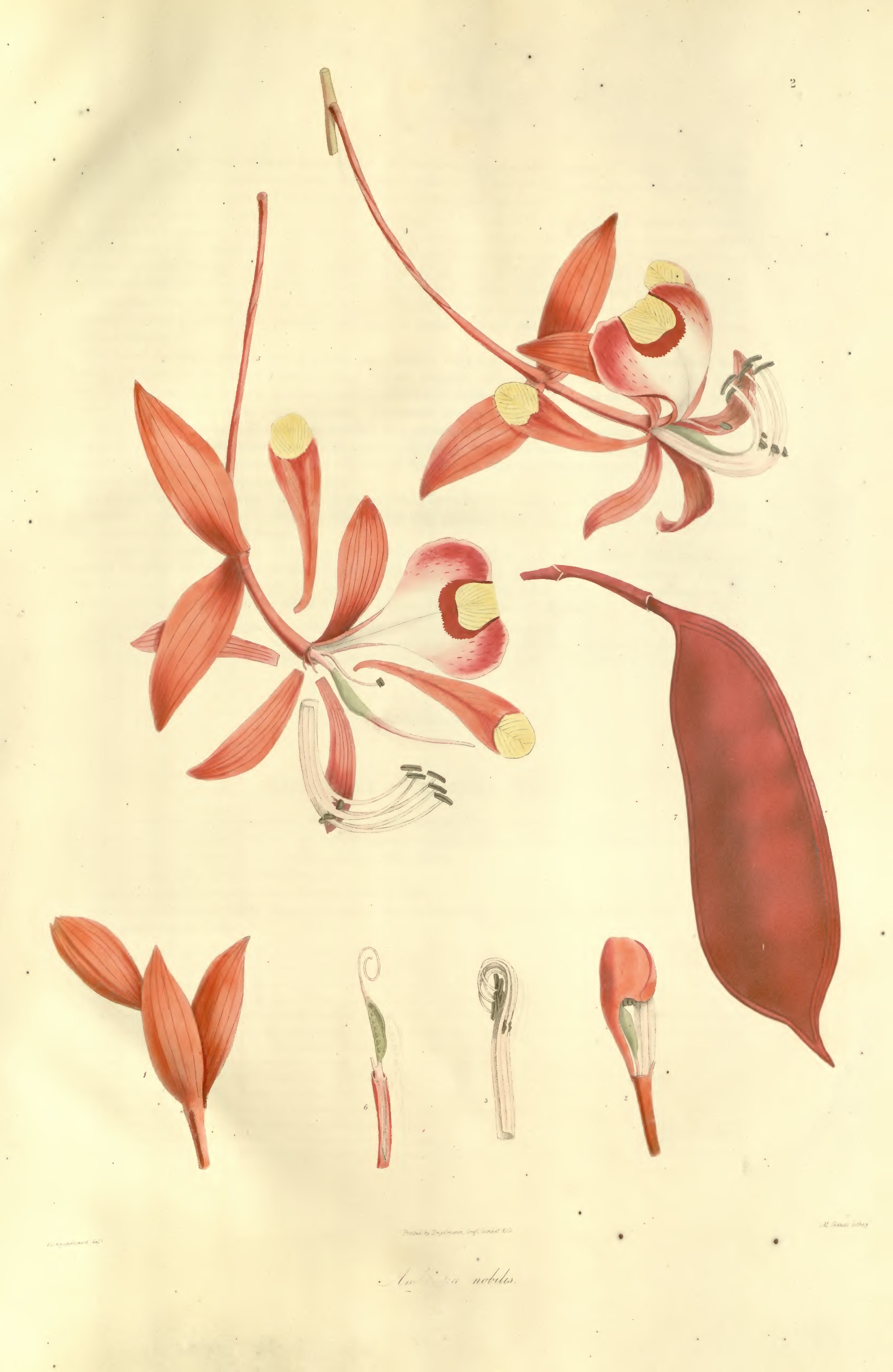
ヨウラクボク
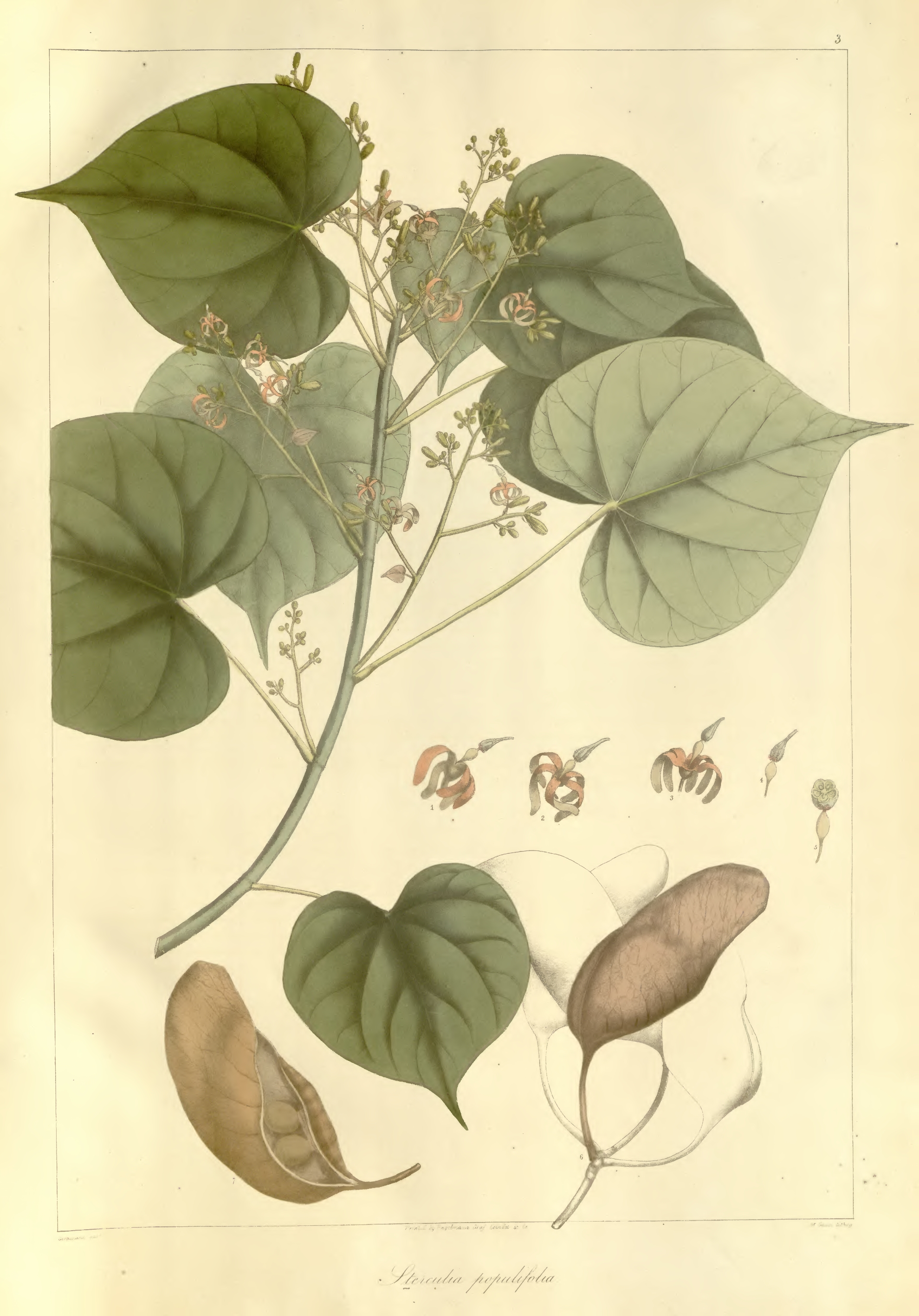
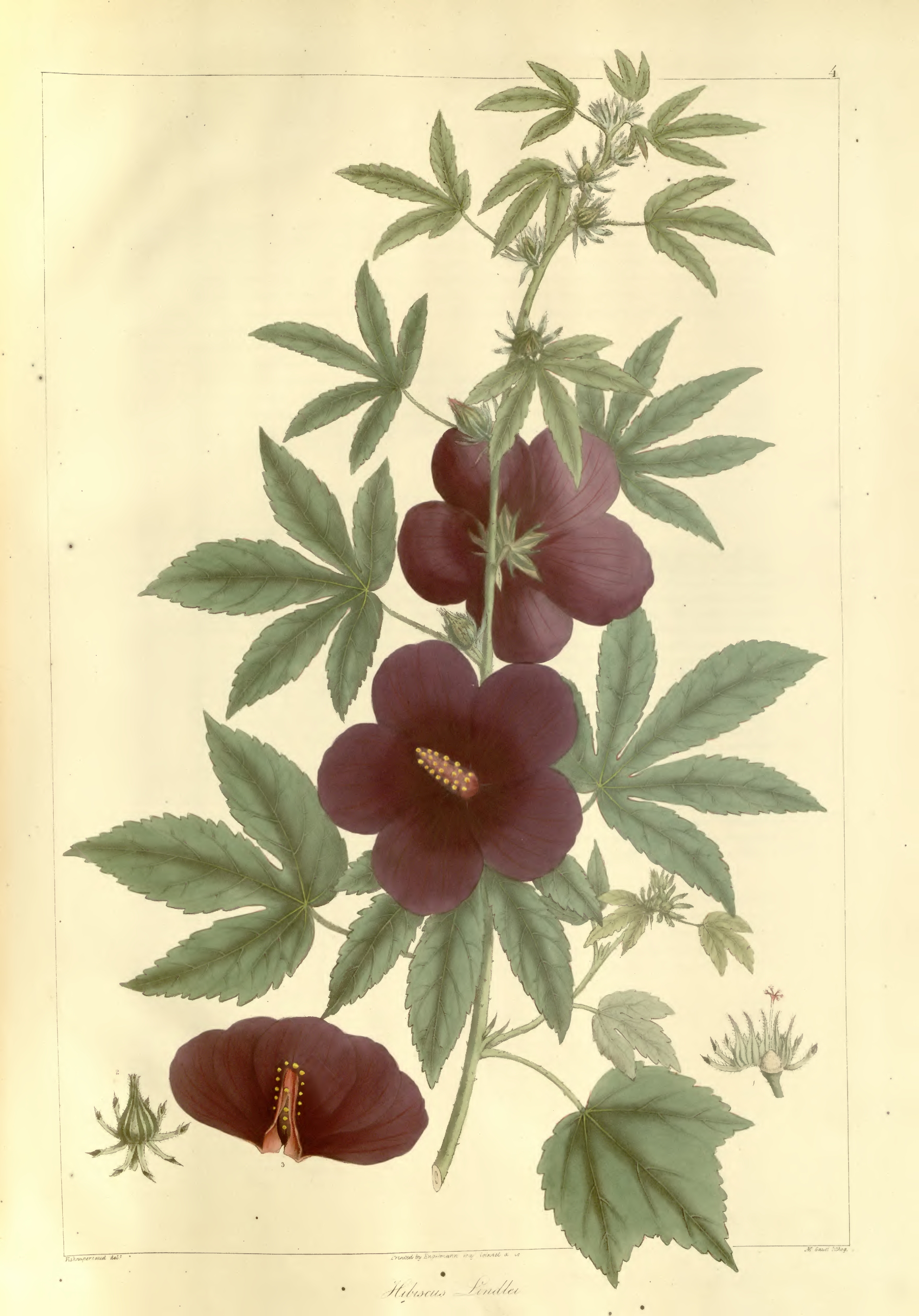
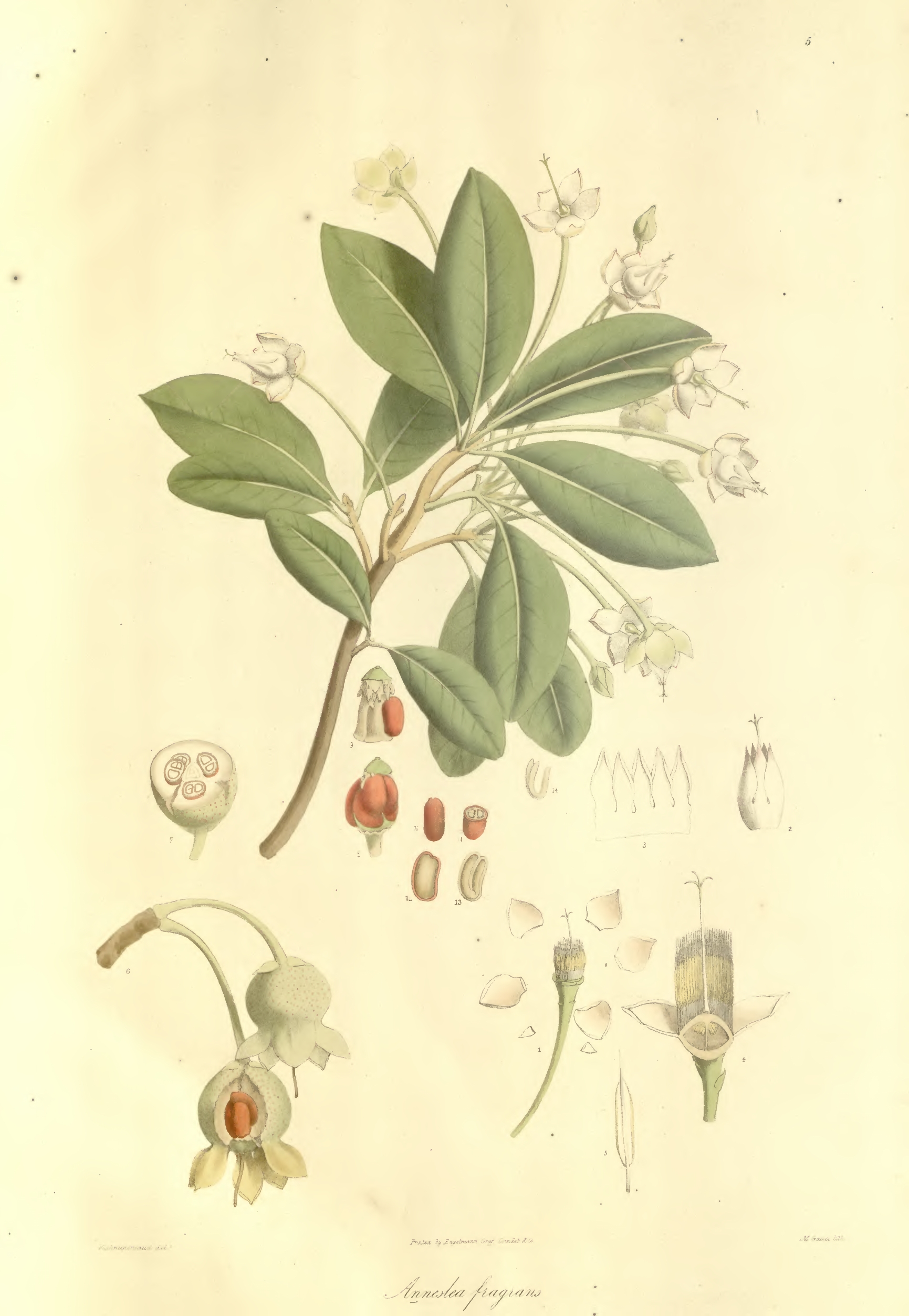
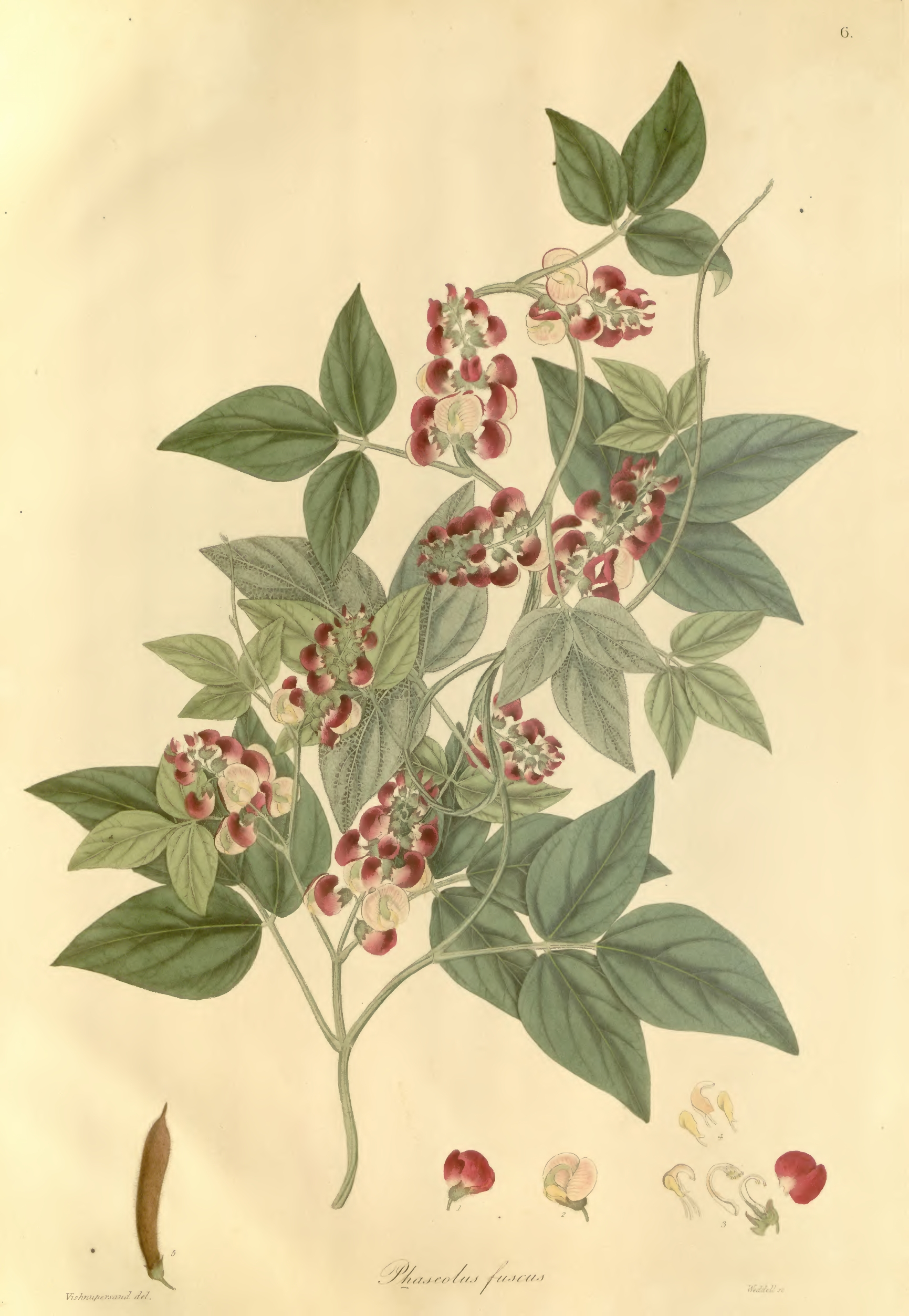
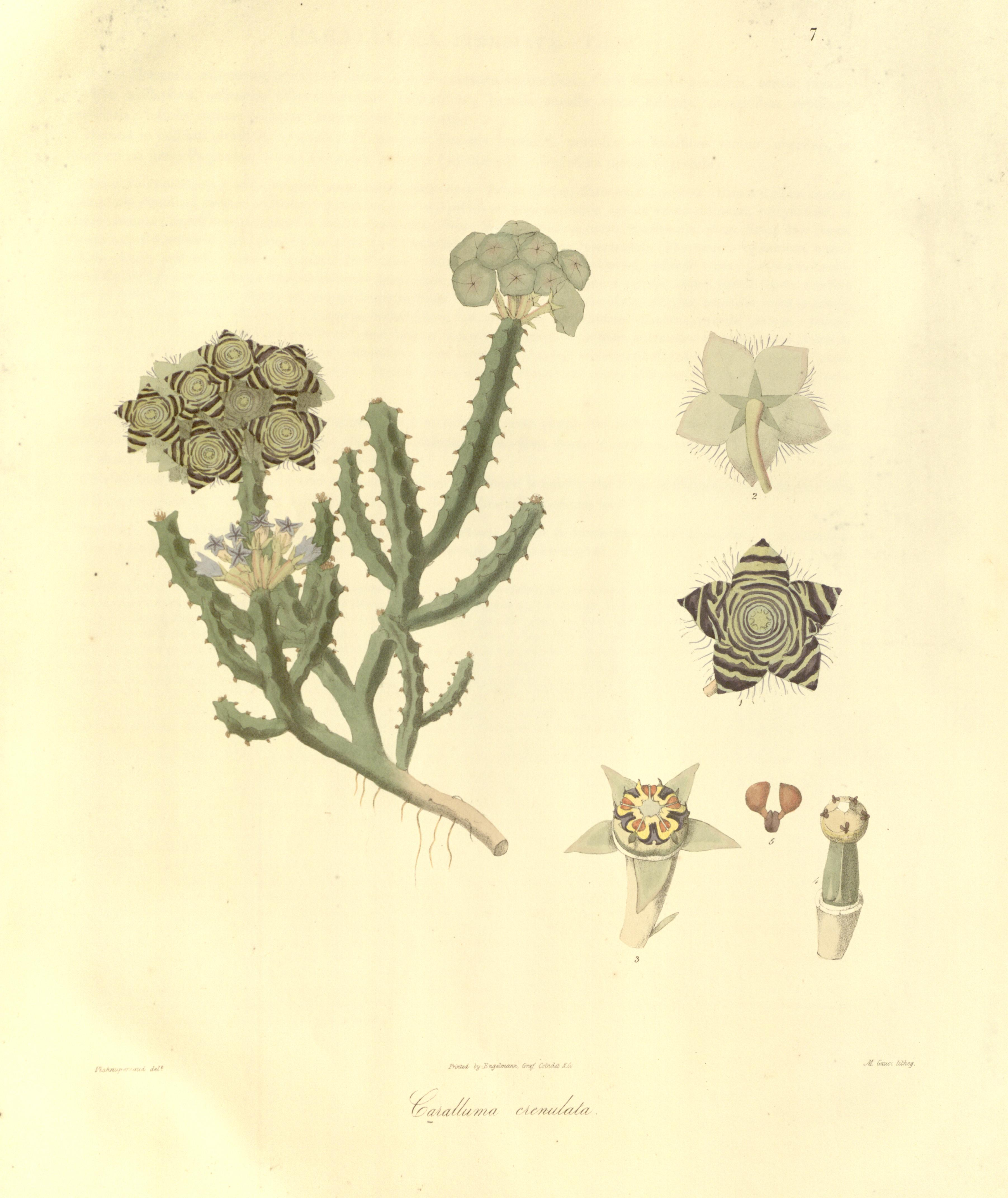
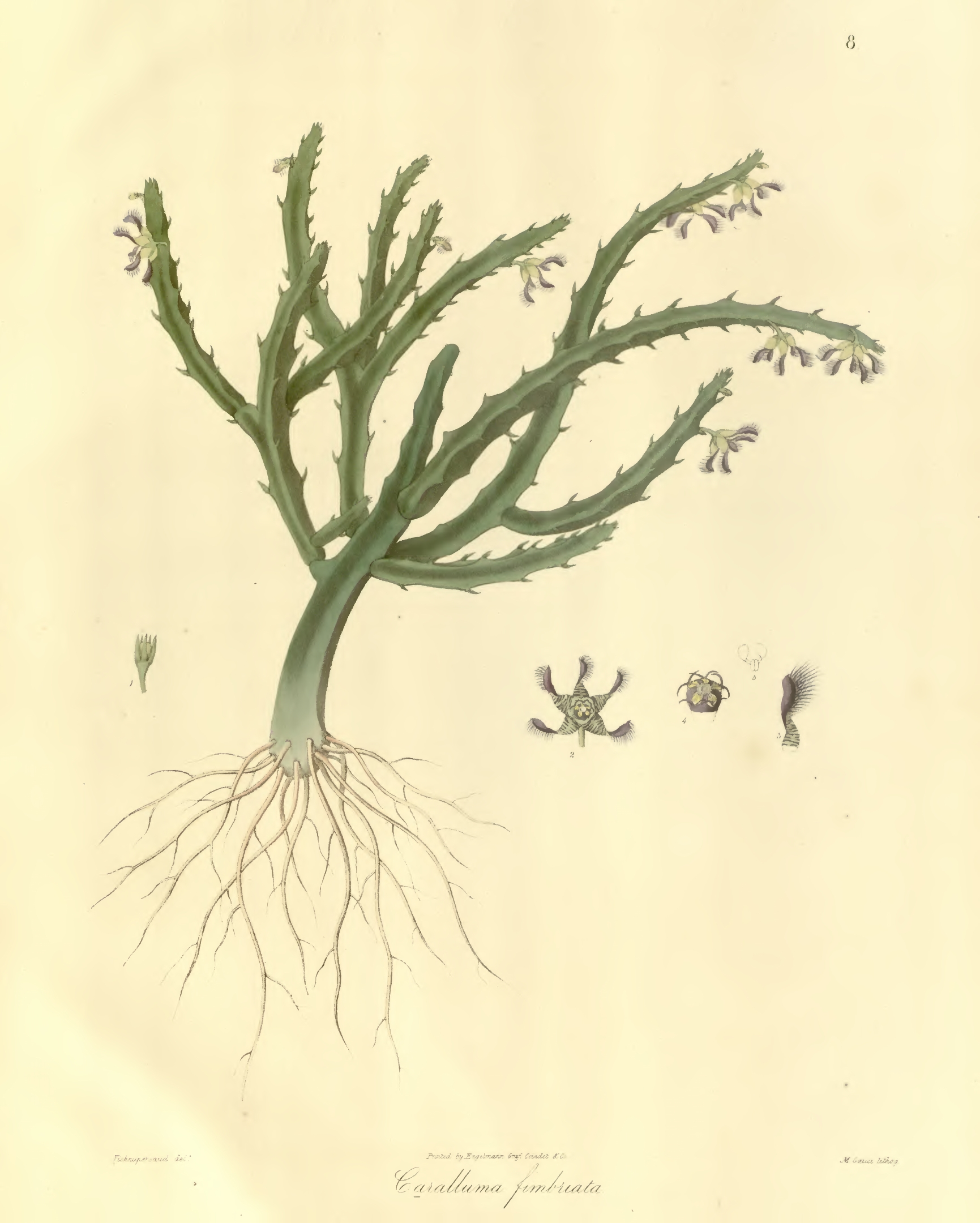